# Вист, Александр Францевич
Александр Францевич Вист (10 мая 1722 года, Санкт-Петербург — 1794 год) — российский архитектор немецкого происхождения. Автор ряда построек в Санкт-Петербурге во второй половине XVIII века.

## Биография

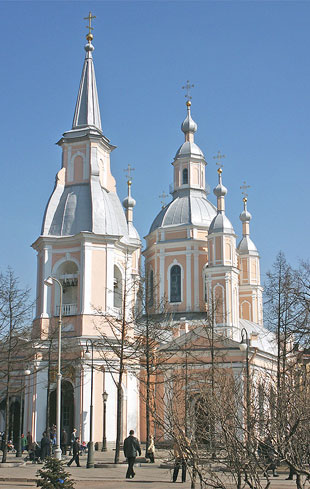
Андреевский собор

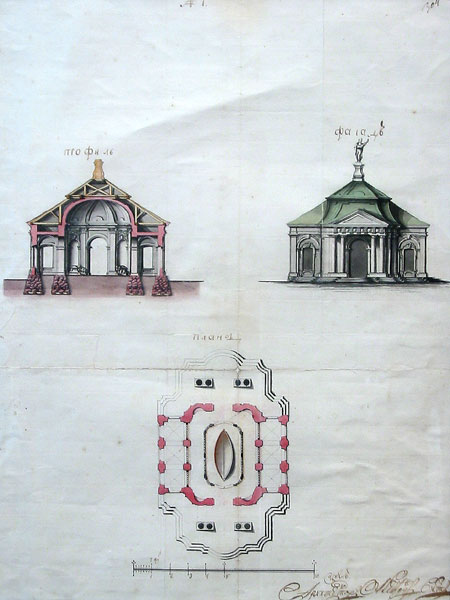
Проект каменного павильона Ботика Петра I в Петропавловской крепости. 1761 г., План, фасад, разрез. Акварель. РГАДА

Александр Вист родился в семье выходца из Шлезвига Франца Виста, в 1704 году прибывшего в Санкт-Петербург. Отец будущего архитектора был служащим Военной коллегии, одно время работал секретарём у князя Александра Даниловича Меншикова.
Александр Вист получал архитектурное образование у И. Я. Бланка, М. Г. Земцова и П. А. Трезини. С 1743 года проходил стажировку в Италии.
С 1755 года Вист назначается главным архитектором Сената.
Совместно с Антонио Ринальди участвует в создании ныне утраченной Вознесенской церкви (1755—1769 годы).
В 1762 году по проекту Виста было начато строительство Ботного дома. В стилистическом отношении данное здание сочетает в себе формы позднего барокко и раннего классицизма. Однако, после окончания строительства дома, выяснилось, что в проём двери не проходит ботик. Пришлось разбирать проём и стены Ботного дома, чтобы внести внутрь бот.
Наиболее значительной его постройкой является Андреевский собор на Васильевском острове, строительство которого было начато в 1764 году. Во время строительства некоторые конструкции здания обрушились, из-за чего Вист оказался втянут в судебное разбирательство, однако был оправдан. Причиной происшествия было названо низкое качество кирпича.
Вист участвовал в конкурсе на строительство Троицкого собора Александро-Невской лавры, однако его проект, как и все остальные, не был одобрен Екатериной II. 
В 1763-66 возводил пакгаузы на Васильевском острове, создав для них общий, решенный по единому архитектурному принципу фасад, послуживший основой при дальнейшей застройке квартала; занимался планировкой площади у здания петербургской Академии художеств. Участвовал в строительстве крупных петербургских храмов (Исаакиевская церковь на Адмиралтейской стороне, Успенская церковь на Петербургской стороне). По поручению военного ведомства проектировал постройки для новых крепостей на Юге России (проект Успенской церкви для крепости Елисаветград на р. Ингул, основана в 1754), для провинции создавал многочисленные типовые и индивидуальные проекты губернаторских и воеводских домов, зданий присутственных мест, архивов (в Новгороде, 1764), тюрем, острогов и т. д.

Был женат на Марии Доротее Деровиус; сыновья — Александр и Логин.